# كبير (مسلسل)
الكبير (بالكورية: 빅)؛ هو مسلسل تلفزيوني كوري جنوبي من بطولة غونغ يو، لي مين جونغ وسوزي. عرض المسلسل على قناة كي بي إس 2 في الفترة من 4 يونيو حتى 24 يوليو 2012.

## روابط خارجية
كبير على موقع IMDb (الإنجليزية)
- كبير على موقع ليتربوكسد (الإنجليزية)
- كبير على موقع كينوبويسك (الروسية)
- كبير على موقع قاعدة بيانات الفيلم (الإنجليزية)